# E (тип підводних човнів США)
| ПЧ типу «E»                | ПЧ типу «E»                                        | ПЧ типу «E»                                        |
| -------------------------- | -------------------------------------------------- | -------------------------------------------------- |
| E-class submarine          |                                                    |                                                    |
|                            |                                                    |                                                    |
|                            |                                                    |                                                    |
| Під прапором               | США                                                | США                                                |
| Спуск на воду              | 1911—1912 рр (2 човни)                             | 1911—1912 рр (2 човни)                             |
| Виведений зі складу флоту  | 1921 р                                             | 1921 р                                             |
| Сучасний статус            | утилізовані,                                       | утилізовані,                                       |
| Проєкт                     |                                                    |                                                    |
| Основні характеристики     |                                                    |                                                    |
| Швидкість (надводна)       | 123,5 вузлів (25 км/год)                           | 123,5 вузлів (25 км/год)                           |
| Швидкість (підводна)       | 11,5 вузлів (21,3 км/год)                          | 11,5 вузлів (21,3 км/год)                          |
| Гранична глибина занурення | 61 м                                               | 61 м                                               |
| Екіпаж                     | 20 осіб (2 офіцери і 18 матросів)                  | 20 осіб (2 офіцери і 18 матросів)                  |
| Розміри                    |                                                    |                                                    |
| Довжина найбільша (по КВЛ) | 41,22 м                                            | 41,22 м                                            |
| Ширина корпусу найб.       | 4,45 м                                             | 4,45 м                                             |
| Середня осадка (по КВЛ)    | 3,56 м                                             | 3,56 м                                             |
| Озброєння                  |                                                    |                                                    |
| Торпедно- мінне озброєння  | 4 носових ТА калібру 18 дюймів — 467 мм, 4 торпеди | 4 носових ТА калібру 18 дюймів — 467 мм, 4 торпеди |
| Зображення на Вікісховищі  |                                                    |                                                    |

Підводні човни США типу «E» — два однотипних човни ВМС США побудований на верфі у Квінсі, Массачусетс (штат) на замовлення Electric Boat Company. Вони були використані для оборони прибережних вод і гаваньей в часи Першій світовій війні. Але на практиці ці човни найбільше у ті часи використовувалися як навчальні судна; Однак, човен «Е-1» виконував бойові патрулювання акваторії навколо Азорських островів. Внаслідок чого було виявлено ряд конструктивних недоліків човна в умовах тодішньої війни; необхідність в покращені командирського містка постійного. Вразливість трубопроводів і зайвість вітрил в Північній Атлантиці.

## Конструкція
Човни типу «Е» — були однакового розміру, як і їх попередника типу «D» — мали 340 тонн, при занурені. Але вони були першими США підводними човнами з  дизельними двигунами. До того дизелі були тільки французьких підводних човнах «Q 36», котрі у цьому були першим у всьому світі ще з 1905 року Хоча ранні дизелі були ненадійні, але дизелі швидко стали стандартними двигунами для підводних човнів по всьому світу. Бо як паливо використовується набагато менш пожежонебезпечне паливо від бензину. Сьогодні й атомні підводні човни продовжують мати резервний дизельний двигун. Ще одним нововведенням, яке стало стандартом, були носові рулі, котрі дозволили мати на човні точніше підводне управління
У ці човни були включені й деякі інші пристрої, призначені для збільшення швидкості руху, які були стандартними для підводних човнів США цієї епохи, в тому числі мале вітрило і повертова кришка над дулами торпедних апаратів.
Конструкція мостика і рубки була збільшена, було встановлене огородження у вигляді щита на передній частині мостика, для забезпечення ходу на поверхні при несприятливій погоді.

## Експлуатація
Попередні типи підводних човнів у США були відомі як «свинячі човни», у зв'язку з брудними житловими умовами і через незвичні форми корпусу. Тип «E» був використаний для тестування та оцінки тактики і нового обладнання, і випередив своїх попередників у своїй великій дальності плавання, ставши першим океанським підводним човном. Тому ці човни були розгорнуті біля Азорських островів в часи Першої світової війни. Вони стали найстарішими і найменшими американськими підводними човнами у цій війні. Вони були списаними у 1921 році і проданими на металобрухт в 1922 році, відповідно до Вашингтонської морської угоди.

## Представники
- USS E-1 (SS-24) — спушений на воду 27 травня 1911 з назвою «Skipjack». Переданий флоту 14 лютого 1912, команді де служив Честер У. Німіц. Перейменований в E-1 17 листопада 1911 і в «SS-24» 17 липня 1920. Виведений з експлуатації 20 жовтня 1921 і проданий на металобрухт.[4]
- USS E-2 (SS-25) — спушений на воду 15 червня 1911 з назвою «Sturgeon». Переданий флоту 14 лютого 1912 . Перейменований в E-2 17 листопада 1911 і в «SS-24» 17 липня 1920. Виведений з експлуатації 20 жовтня 1921 і проданий на металобрухт.[5]